# Kanadische Unterhauswahl 2019
- NDP: 24
- BQ: 32
- Grüne: 3
- Lib: 157
- Unabh.: 1
- Kon: 121

Die 43. kanadische Unterhauswahl (englisch 43rd Canadian General Election, französisch 43e élection fédérale canadienne) fand am 21. Oktober 2019 statt. Gewählt wurden die 338 Mitglieder des kanadischen Unterhauses (englisch House of Commons, französisch Chambre des Communes).
Die von Premierminister Justin Trudeau angeführte Liberale Partei blieb die stärkste Kraft, verlor aber die bisherige absolute Mehrheit und bildete dementsprechend eine Minderheitsregierung. Ihr Wähleranteil von 33,1 % ist der geringste einer Regierungspartei in der Geschichte Kanadas. Zwar konnte die Konservative Partei von Andrew Scheer mit 34,4 % einen etwas höheren Wähleranteil erringen, doch schlug sich dies aufgrund der hohen Wählerkonzentration in Alberta und Saskatchewan kaum in nennenswerten Sitzgewinnen nieder, da sie in den übrigen Landesteilen unterdurchschnittlich abschnitt.

## Hintergrund
Die Unterhauswahl 2015 führte zu einer Mehrheitsregierung der Liberalen Partei Kanadas unter der Leitung von Justin Trudeau. Die Konservative Partei Kanadas wurde zur offiziellen Opposition und die Neuen Demokraten (NDP) wurden zur drittstärksten Partei. Während Mitglieder des Bloc Québécois und der Grünen in das Parlament gewählt wurden, erreichten beide nicht die erforderliche Anzahl von Abgeordneten für den offiziellen Fraktionsstatus. Kurz nach der Wahl kündigte der scheidende Ministerpräsident und Parteichef der Konservativen Stephen Harper ebenso wie der Parteichef des Bloc Québécois Gilles Duceppe seinen Rücktritt an.
Die konservative Partei wählte somit am 27. Mai 2017 zum ersten Mal seit 13 Jahren wieder einen neuen Vorsitzenden. Im entscheidenden Wahlgang setzte sich Andrew Scheer mit weniger als einem Prozent Vorsprung gegenüber Maxime Bernier durch. Bernier gründete im folgenden Jahr seine eigene Partei, die Volkspartei Kanadas, die er im politischen Spektrum rechts der konservativen Partei zu etablieren versuchte.
Der Vorsitzende der NDP, Thomas Mulcair, blieb nach der Wahl zunächst im Amt, erhielt bei der Überprüfung der Führung der NDP im April 2016 aber nur 48 % der Stimmen. Daraufhin hielt die Partei am 1. Oktober 2017 eine Neuwahl ab, bei der Jagmeet Singh, bis dahin NDP-Abgeordneter in der Legislativversammlung von Ontario, als Nachfolger gewählt wurde. Er schaffte bei der Nachwahl im Wahlkreis Burnaby South im Februar 2019 den Einzug ins kanadische Unterhaus. Beim Bloc Québécois folgte Martine Ouellet 2017 auf Duceppe, die allerdings schon im folgenden Jahr eine Vertrauensabstimmung verlor und am 17. Januar 2019 von Yves-François Blanchet abgelöst wurde.
Spitzenkandidaten der bis 2019 ins Parlament gewählten Parteien:

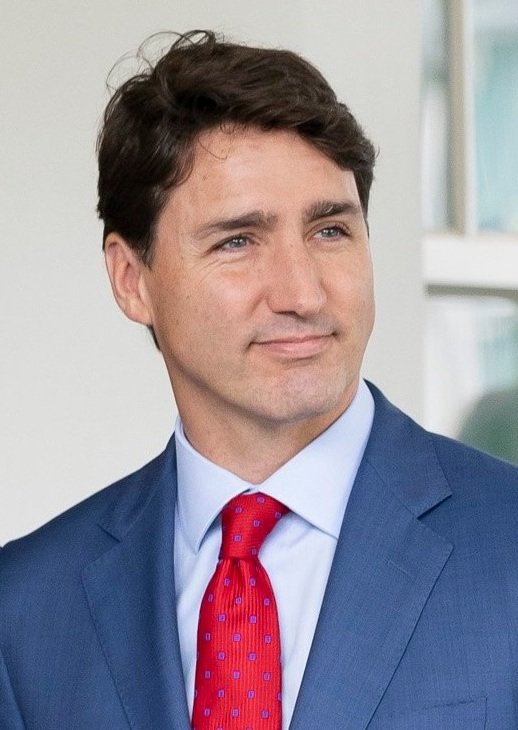
Justin Trudeau (Liberale)
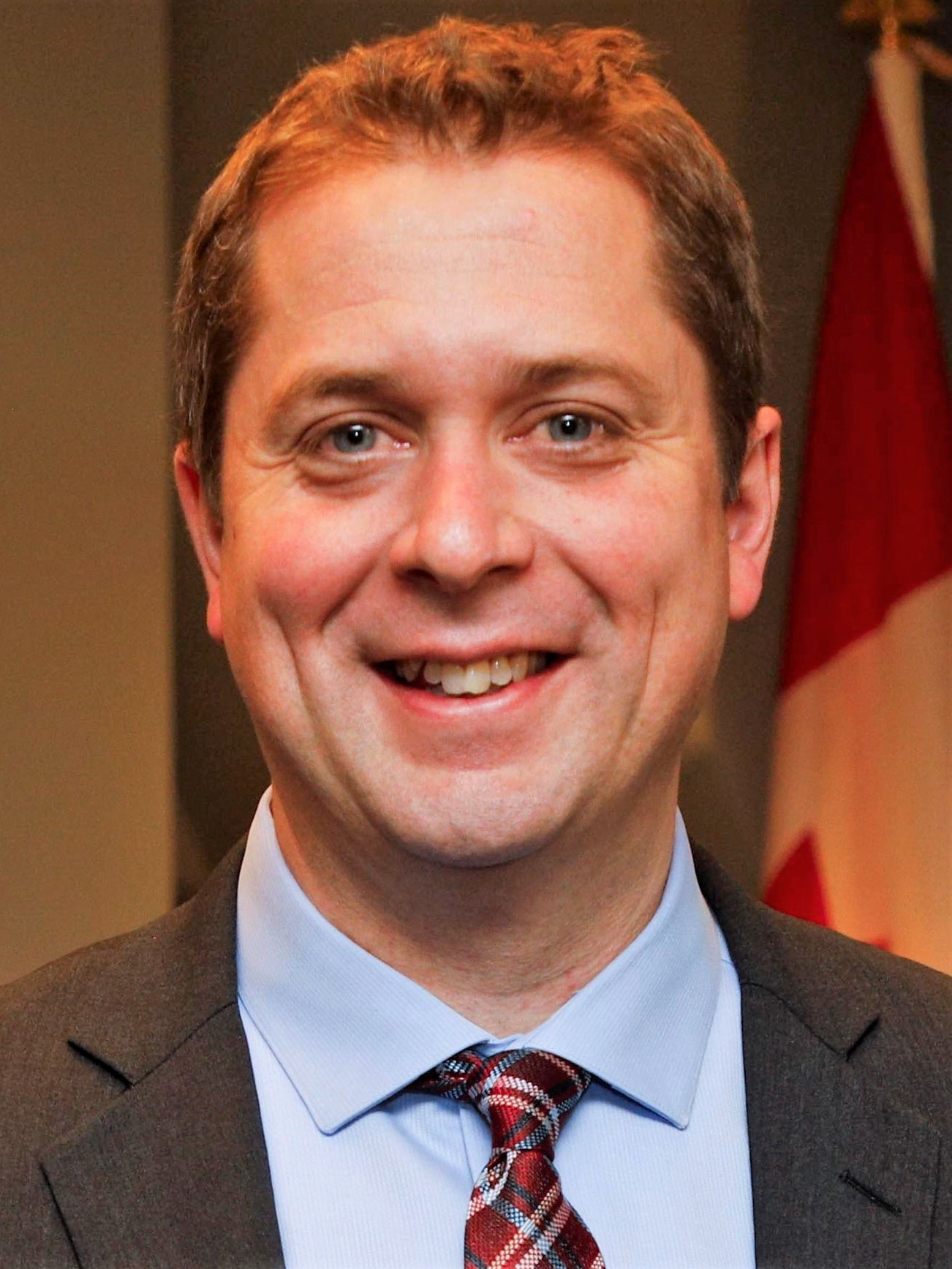
Andrew Scheer (Konservative)
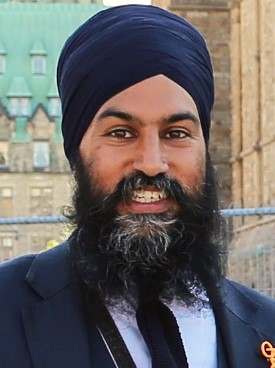
Jagmeet Singh (NDP)
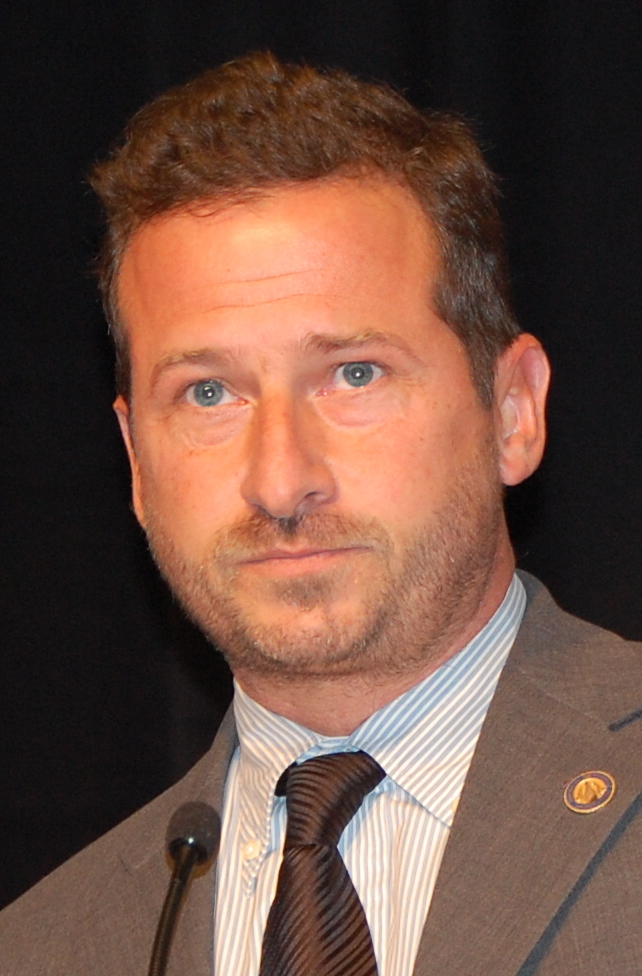
Yves-François Blanchet (BQ)
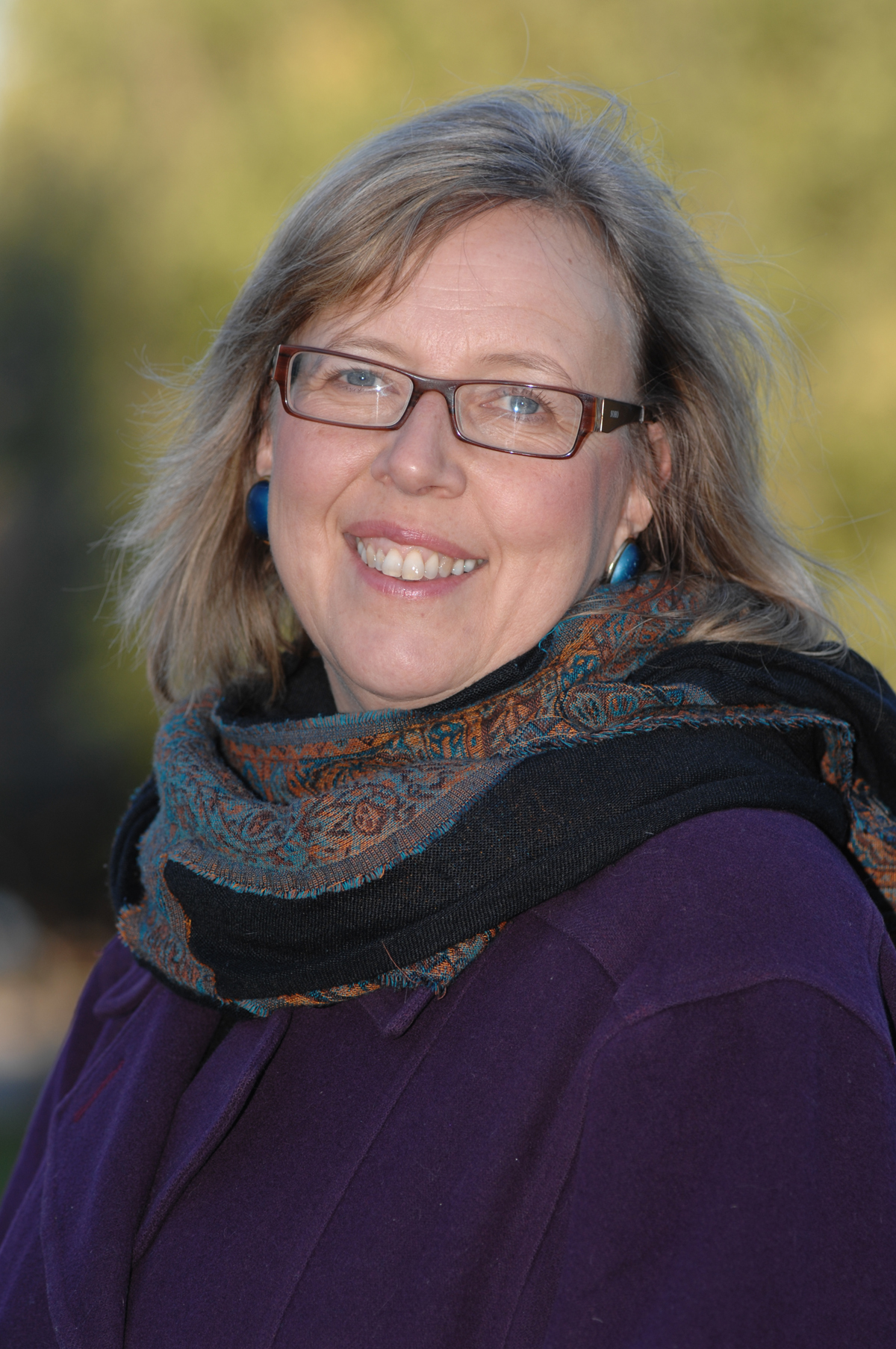
Elizabeth May (Grüne)

## Nicht umgesetzte Wahlrechtsreform
Im Juni 2015 versprach Justin Trudeau, das Wahlsystem zu reformieren, wenn er gewählt wird, und sagte: „Wir verpflichten uns, dafür zu sorgen, dass 2015 die letzte Wahl ist, die nach dem Prinzip First-past-the-post abgehalten wird“. Auch die Neuen Demokraten und die Grünen forderten in ihren Wahlprogrammen eine Reform, die Konservativen befürworteten ein Referendum über das Wahlrecht.
In der neuen Legislaturperiode wurde ein Sonderausschuss für die Wahlreform mit Vertretern aller fünf Parteien im Parlament gebildet. Der Bericht des Ausschusses über die Stärkung der Demokratie in Kanada, Principles, Process and Public Engagement for Electoral Reform, wurde im Dezember 2016 vorgestellt und empfahl die Einführung eines proportionalen Wahlsystems nach einem nationalen Referendum, ohne sich jedoch auf einen konkreten Vorschlag für dessen Ausgestaltung festzulegen. Im Februar 2017 entzog die Regierung der Wahlrechtsreform ihre Unterstützung. Sie zitierte unter anderem eine Umfrage über das Webportal mydemocracy.ca, an der sich 360.000 Kanadier beteiligt hatten, die „keine eindeutige Präferenz oder gar einen Konsens“ ergeben habe.

## Meinungsumfragen
Die folgende Grafik zeigt die Durchschnittswerte der Meinungsumfragen seit dem offiziellen Beginn des Wahlkampfs am 11. September:

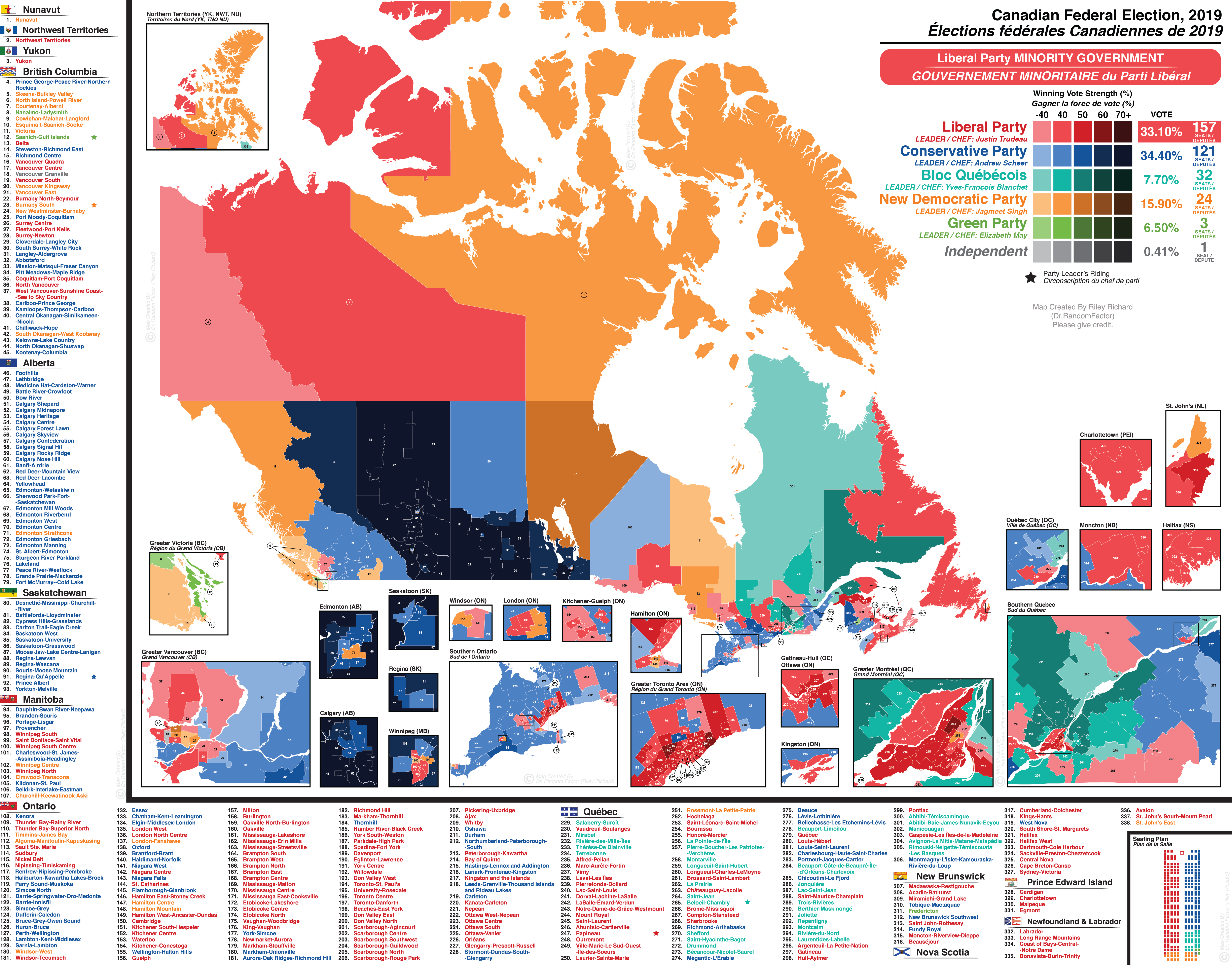
Übersicht der Wahlkreise

## Ergebnisse
Die Wahlbeteiligung betrug 65,95 % und war damit rund 2,5 Prozentpunkte niedriger als 2015.

### Gesamtergebnis
Offizielle Endergebnis:
| Partei | Partei                               | Vorsitzender                         | Kandi- daten | Sitze 2015 | bei Auf- lösung | Sitze 2019 | +/−  | Stimmen    | Anteil  | +/−      |
| ------ | ------------------------------------ | ------------------------------------ | ------------ | ---------- | --------------- | ---------- | ---- | ---------- | ------- | -------- |
|        | Liberale Partei                      | Justin Trudeau                       | 338          | 184        | 177             | 157        | – 27 | 6.018.728  | 33,12 % | − 6,35 % |
|        | Konservative Partei                  | Andrew Scheer                        | 338          | 099        | 095             | 121        | + 22 | 6.239.227  | 34,34 % | + 2,43 % |
|        | Neue Demokratische Partei            | Jagmeet Singh                        | 338          | 044        | 039             | 024        | − 20 | 2.903.722  | 15,98 % | − 3,75 % |
|        | Bloc Québécois                       | Yves-François Blanchet               | 078          | 010        | 010             | 032        | + 22 | 1.387.030  | 7,63 %  | + 2,96 % |
|        | Grüne Partei                         | Elizabeth May                        | 338          | 001        | 002             | 003        | + 02 | 1.189.607  | 6,55 %  | + 3,12 % |
|        | Unabhängige                          |                                      | 125          | 000        | 008             | 001        | + 01 | 75.625     | 0,42 %  | + 0,14 % |
|        | Volkspartei                          | Maxime Bernier                       | 315          | 000        | 001             |            |      | 294.092    | 1,62 %  | + 1,62 % |
|        | Christian Heritage                   | Rod Taylor                           | 051          |            |                 |            |      | 18.901     | 0,10 %  | + 0,01 % |
|        | Rhinoceros                           | Sébastien CoRhino                    | 039          |            |                 |            |      | 9.538      | 0,05 %  | + 0,04 % |
|        | Libertäre Partei                     | Tim Moen                             | 024          |            |                 |            |      | 36.772     | 00,05 % | −00,16 % |
|        | Veterans Coalition                   | Randy David Joy                      | 025          |            |                 |            |      | 6.300      | 00,03 % | +00,03 % |
|        | Animal Alliance                      | Liz White                            | 017          |            |                 |            |      | 4.408      | 00,02 % | +00,01 % |
|        | Marxisten-Leninisten                 | Anna Di Carlo                        | 050          |            |                 |            |      | 4.124      | 00,02 % | −00,03 % |
|        | Kommunistische Partei                | Elizabeth Rowley                     | 030          |            |                 |            |      | 3.905      | 00,02 % | ±0       |
|        | Pour l’Indépendance du Québec        | Michel Blondin                       | 013          |            |                 |            |      | 3.815      | 00,02 % |          |
|        | Progressive Canadian Party           | Joe Hueglin                          | 003          |            |                 |            |      | 1.534      | 00,01 % | −00,02 % |
|        | Marijuana Party                      | Blair Longley                        | 004          |            |                 |            |      | 920        | 00,01 % | −00,01 % |
|        | Canada’s Fourth Front                | Partap Dua                           | 007          |            |                 |            |      | 682        | 00,00 % |          |
|        | United Party                         | Carlton Darby                        | 004          |            |                 |            |      | 602        | 00,00 % |          |
|        | National Citizens Alliance           | Stephen J. Garvey                    | 004          |            |                 |            |      | 510        | 00,00 % |          |
|        | Stop Climate Change                  | Ken Ranney                           | 002          |            |                 |            |      | 296        | 00,00 % |          |
|        | Canadian Nationalist Party           | Travis Patron                        | 003          |            |                 |            |      | 281        | 00,00 % |          |
|        | Co-operative Commonwealth Federation | Co-operative Commonwealth Federation |              |            | 001             |            |      |            |         |          |
|        | vakant                               | vakant                               |              |            | 005             |            |      |            |         |          |
| Gesamt | Gesamt                               | Gesamt                               | 2146         | 338        | 338             | 338        |      | 18.350.359 | 100,0 % |          |

### Ergebnis nach Provinzen und Territorien
| Partei      | Partei                          | Partei | BC   | AB   | SK   | MB   | ON   | QC   | NB   | NS   | PE   | NL   | NU   | NT   | YT   | Gesamt |
| ----------- | ------------------------------- | ------ | ---- | ---- | ---- | ---- | ---- | ---- | ---- | ---- | ---- | ---- | ---- | ---- | ---- | ------ |
|             | Liberale Partei                 | Sitze  | 11   | 0    | 0    | 4    | 79   | 35   | 6    | 10   | 4    | 6    | 0    | 1    | 1    | 157    |
| Anteil in % | Liberale Partei                 | 26,2   | 13,8 | 11,7 | 26,5 | 41,6 | 34,3 | 37,5 | 41,4 | 43,7 | 44,9 | 30,9 | 39,7 | 33,5 | 33,1 |        |
|             | Konservative Partei             | Sitze  | 17   | 33   | 14   | 7    | 36   | 10   | 3    | 1    | 0    | 0    | 0    | 0    | 0    | 121    |
| Anteil in % | Konservative Partei             | 34,0   | 69,0 | 64,0 | 45,2 | 33,1 | 16,0 | 32,8 | 25,7 | 27,3 | 27,9 | 26,1 | 25,5 | 32,7 | 34,4 |        |
|             | Neue Demokratische Partei       | Sitze  | 11   | 1    | 0    | 3    | 6    | 1    | 0    | 0    | 0    | 1    | 1    | 0    | 0    | 24     |
| Anteil in % | Neue Demokratische Partei       | 24,4   | 11,6 | 19,6 | 20,8 | 16,8 | 10,8 | 9,4  | 18,9 | 7,6  | 23,7 | 40,8 | 22,3 | 22,0 | 16,0 |        |
|             | Bloc Québécois                  | Sitze  |      |      |      |      |      | 32   |      |      |      |      |      |      |      | 32     |
| Anteil in % | Bloc Québécois                  |        |      |      |      |      | 32,4 |      |      |      |      |      |      |      | 7,6  |        |
|             | Grüne Partei                    | Sitze  | 2    | 0    | 0    | 0    | 0    | 0    | 1    | 0    | 0    | 0    | 0    | 0    | 0    | 3      |
| Anteil in % | Grüne Partei                    | 12,5   | 2,8  | 2,6  | 5,1  | 6,2  | 4,5  | 17,2 | 11,0 | 20,9 | 3,1  | 2,2  | 10,6 | 10,5 | 6,5  |        |
|             | Volkspartei                     | Sitze  | 0    | 0    | 0    | 0    | 0    | 0    | 0    | 0    | 0    | 0    | 0    | 0    | 0    | 0      |
| Anteil in % | Volkspartei                     | 1,7    | 2,2  | 1,8  | 1,7  | 1,6  | 1,5  | 2,0  | 1,2  |      | 0,1  |      | 1,8  | 1,4  | 1,6  |        |
|             | Unabhängige und kleine Parteien | Sitze  | 1    | 0    | 0    | 0    | 0    | 0    | 0    | 0    | 0    | 0    | 0    | 0    | 0    | 1      |
| Anteil in % | Unabhängige und kleine Parteien | 0,9    | 0,8  | 0,2  | 0,6  | 0,2  | 0,1  | 0,1  | 0,3  |      |      |      |      |      | 0,2  |        |

Bei der gewählten unabhängigen Kandidatin handelt es sich um Jody Wilson-Raybould, die bis Februar 2019 dem 29. Kanadischen Kabinett von Justin Trudeau angehörte.